# Взаємна зрозумілість

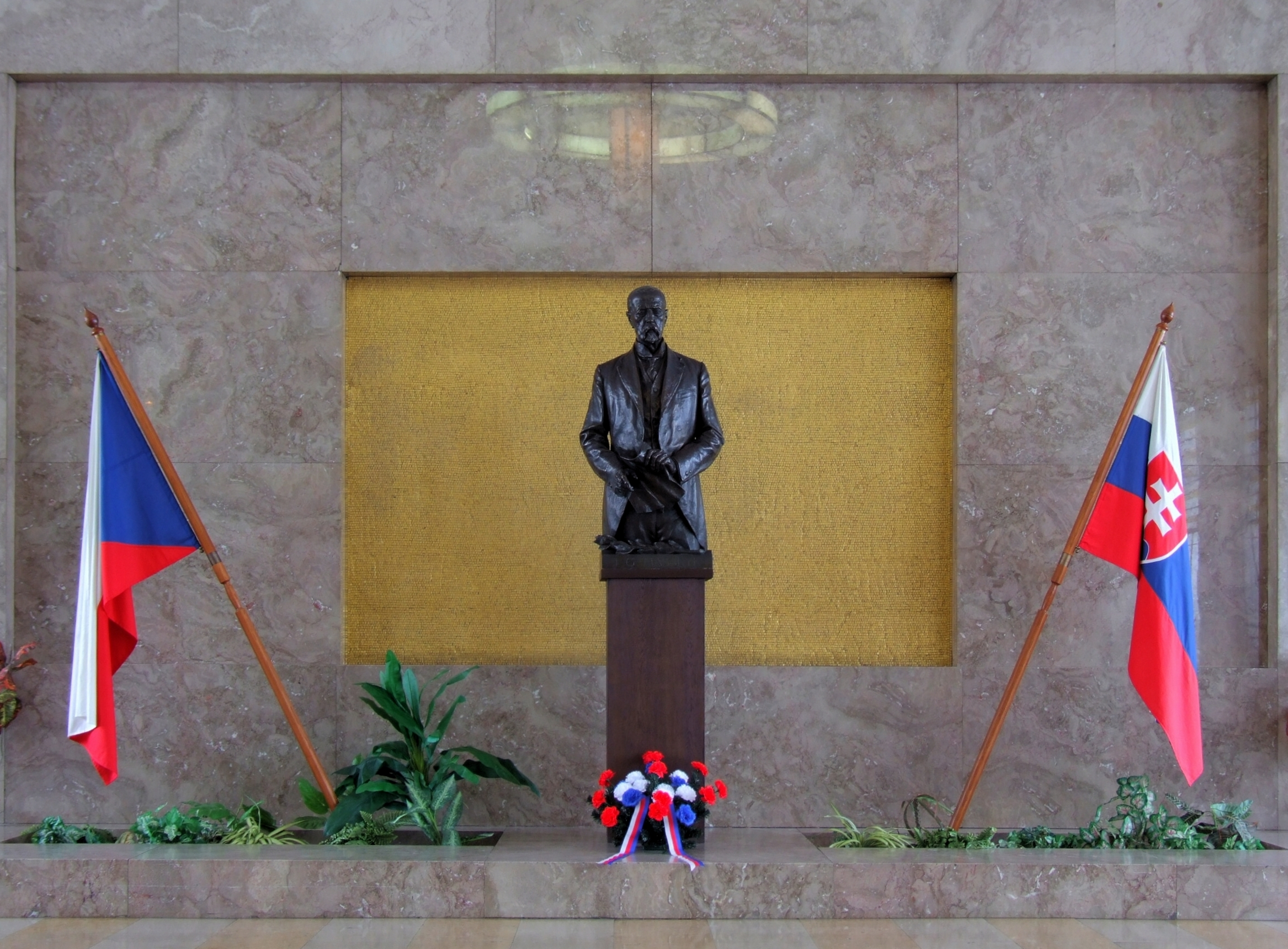
Пам'ятник першому президенту Чехословаччини Томашу Гаррігу Масарику (чия мати була чешкою, а батько — словаком) з чеським прапором ліворуч і словацьким прапором праворуч. Між близькоспорідненими західнослов'янськими мовами чеською та словацькою (чесько-словацькі мови) існує високий рівень взаємної зрозумілості.

Взаємна зрозумілість (через англ. mutual intelligibility) — мовознавчий термін, який показує явище, коли носії різних мовних форм можуть взаємно розуміти один одного, у той час як кожен розмовляє своєю мовою і не має попереднього знання мови іншого. Термін був введений у 1926 році американським мовознавцем Леонардом Блумфілдом.
Для того, щоб особа набула базової компетенції, достатньої для розуміння другої мови, на додачу до рідної (першої) мови, потрібен значний час і зусилля через навчання та/або пряму практику. Однак для численних груп мов, які належать до однієї сім'ї (напр. скандинавські мови, у цьому випадку данська та норвезька) та мають близьку філогенію, схожі за граматикою, лексикою, вимовою чи іншими характеристиками, відповідним носіям часто відносно легко досягти певного ступеня взаєморозуміння.
Така взаємна зрозумілість існує між багатьма мовами, які географічно близькі або належать до однієї мовної сім'ї, часто в контексті діалектного континууму. Взаємно зрозумілі мови можуть бути креольськими або географічно суміжними варіантами двох незалежних мов, однак ясність між мовами може відрізнятися між окремими особами чи спільнотами залежно від їхнього знання різних регістрів і словникового запасу власної мови, їхнього інтересу чи знайомство з іншими культурами.

## Роль у відмежуванні мов від діалектів
Деякі лінгвісти використовують взаємну зрозумілість як основний критерій для визначення того, чи є два різновиди мовлення варіаціями однієї мови, чи все ж таки двома різними. У подібному ключі деякі стверджують, що взаємна зрозумілість, принаймні в ідеалі, є визначальним критерієм для відмежування мов від діалектів.
Основна проблема таких суджень полягає в тому, що носії близькоспоріднених мов часто можуть нормально спілкуватися один з одним, якщо захочуть це зробити. У випадку споріднених мов, що офіційно визнані відмінними, таких як іспанська та італійська, взаємна зрозумілість у принципі та на практиці не є однозначною (просто так чи ні), а виникає в різній мірі, залежно від численних змінних, характерних для окремих носіїв. Наприклад, у випадку лінійного діалектного континууму, який поступово змінюється між різновидами, коли мовці поблизу центру можуть відносно легко зрозуміти різновиди мови на обох кінцях, але мовці на одному кінці мають труднощі з розумінням мовців на іншому кінці, весь ланцюжок часто вважається однією мовою. Якщо центральні різновиди вимирають і виживають лише різновиди на обох кінцях, їх можна перекласифікувати як дві мови, навіть якщо фактично мовні зміни не відбулися під час втрати центральних різновидів. Однак і в цьому разі, хоча взаємна зрозумілість між носіями далеких мов, що залишилися, може бути сильно обмеженою, вона, ймовірно, не впаде до нульового рівня, як між неспорідненими мовами.
Крім того, усталені політичні та соціальні переконання часто мають перевагу над науковими чи ненауковими роздумами про взаємну зрозумілість як підставу для виокремлення мови. Так, наприклад, різновиди китайської мови часто вважаються однією мовою, хоча зазвичай між її географічно відокремленими різновидами взаємна зрозумілість відсутня. Іншим схожим прикладом слугують різновиди арабської мови, які, крім того, мають єдиний престижний варіант сучасної арабської літературної мови. Водночас між різними скандинавськими мовами навпаки часто існує значна взаємна зрозумілість, але оскільки кожна з них має власну стандартну форму, їх класифікують як окремі мови.
Однак інші припускають, що ці позиції є помилковими, оскільки вони руйнують різні концепції того, що є «мовою».
Для вирішення конфлікту в таких випадках, як з арабською, китайською та німецькою, іноді зустрічається термін Dachsprache (соціолінгвістична «парасолькова мова»): китайська та німецька є мовами в соціолінгвістичному сенсі, хоча деякі мовці не можуть зрозуміти один одного, не звертаючись до літературної або престижної форми.

## Асиметрична зрозумілість
Асиметрична зрозумілість стосується мов, які вважаються частково взаємозрозумілими, але де одна група мовців має більше труднощів з розумінням іншої мови, ніж навпаки. Для цього можуть бути різні причини. Якщо, наприклад, одна мова споріднена з іншою, але має простішу граматику, носії складнішої мови можуть розуміти простішу, але в оберненому напрямку розуміння буде менше. Наприклад, носіям нідерландської, як правило, легше зрозуміти африкаанс, ніж навпаки, завдяки спрощеній граматиці африкаанс.
Північногерманські мови, якими розмовляють у Скандинавії, утворюють діалектний континуум, де два найвіддаленіші діалекти майже не мають взаємної зрозумілості. Таким чином, розмовна данська та шведська зазвичай мають низьку взаємну зрозумілість, але шведи в регіоні Ересунн (включаючи Мальме та Гельсінгборг) розуміють данську дещо краще, в основному через близькість регіону до данськомовних територій. Також, протягом пізніх років данського панування над Норвегією серед міської еліти розвинулася дансько-норвезька мова-койне, з якої бере початок норвезький букмол, один із письмових варіантів сучасної норвезької мови. Крім того, норвезька засвоїла значну кількість данської лексики, а також традиційні данські вирази. Як наслідок, взаємна зрозумілість є асиметричною.

## Список взаємозрозумілих мов

### Письмова та розмовна форми
- Турецька, азербайджанська, кримськотатарська, гагаузька та урумська[8] (часткова та асиметрична)[9]
- Українська, білоруська та російська (часткова)
- Італійська, каталонська (часткова)[10]
- Італійська, іспанська, португальська (часткова чи асиметрична)[10][11][12]
- Португальська, галісійська (дуже велика)[13]
- Іспанська, галісійська (дуже велика)
- Чеська, словацька[14] (значна)[14]
- Польська, словацька (помірна)[14][15]
- Польська, чеська (часткова)[16]
- Данська, норвезька та шведська[17] (часткова та асиметрична)[7]
- Нідерландська, африкаанс, лімбурзька та західнофризька (часткова)[7][18]
- Англійська, шотландська рівнинна (значна)
- Фінська, естонська (часткова)[19]
- Фінська, карельська (значна)[20]
- Болгарська, македонська (значна)
- Сербохорватська, македонська (часткова та асиметрична)[21]
- Сербохорватська, словенська (часткова та асиметрична)[22]
- Маратхі, конкані (значна)[23]
- Туніська арабська, мальтійська (значна)[24]
- Туніська арабська, алжирська арабська (часткова)[25]
- Сібенська, маньчжурська[26]

## Діалекти однієї мови, що іноді вважаються окремими мовами
- Акан: чві і фанті.[27]
- Каталонська: валенсійська — стандартна форма, що структурно є однією і тією ж мовою з каталонською і поділяє переважну більшість її словникового запасу, а отже, дуже гарно зрозуміла одна одній. Вони вважаються окремими мовами лише з політичних міркувань.
- Гіндустані: гінді та урду[28] — стандартні форми структурно однієї мови. Але гінді черпає свою літературну і формальну лексику в основному з санскриту, а урду переважно з перської та арабської.
- Малайська: індонезійська (стандарт, що регулюється Індонезією)[29] і малайзійська (стандарт, що використовується в Малайзії, Брунеї та Сінгапурі). Обидва різновиди засновані на одній матеріальній основі та загалом є взаємозрозумілими, незважаючи на численні лексичні відмінності.[30] Малайзійці схильні стверджувати, що малайзійська та індонезійська є лише різними нормативними різновидами однієї мови, тоді як індонезійці схильні розглядати ці різновиди як окремі мови, хоча й тісно споріднені.[31] Проте народні або менш формальні варіанти, якими говорять між цими двома країнами, мають обмежену взаємну зрозумілість, про що свідчить те, що малайзійці мають труднощі з розумінням індонезійських мильних опер, що транслюються на їх телеканалах, і навпаки.[32]
- Румунська: молдовська — стандартна форма, що за структурою та сама мова, а отже, взаємозрозуміла. Вони вважаються окремими мовами лише з політичних міркувань, проте багато молдован вважають своєю мовою румунську та бажають об'єднатися з Румунією.